# Digrammi e trigrammi della lingua italiana
Nella lingua italiana alcuni suoni non corrispondono a un singolo grafema, cioè a singola lettera dell'alfabeto, ma vengono trascritti per mezzo di digrammi e trigrammi.

## Ch
Ch- indica che il fonema da usare per la lettera c nella variante 'dura' o velare, ovvero il suono [k], davanti alle vocali e ed i, invece di usare la variante dolce [t͡ʃ].
Ch- è derivato originariamente dal digramma latino CH, che indicava molto probabilmente una fricativa velare sorda [x] o una occlusiva aspirata [kʰ], importato foneticamente dal Greco antico. 
Graficamente si trova solo in gruppi del tipo che ([ke]) e chi ([ki]), in quanto davanti alle consonanti [o], [ɔ], [a] e [u], la C è pronunciata sempre [k]; in caso di geminazione, il raddoppiamento grafico viene rappresentato così: -cch[e;i].

## Ci
Ci- rappresenta la variante 'dolce' o palatalo-alveolare della lettera c, ovvero il suono [t͡ʃ]. Il digramma ha sempre tale valore fonologico se precede le vocali a ([ʧa]), o ([ʧo]) u ([ʧu]). Davanti a e, in alcuni casi la vocale [i] è accentata (ad esempio, in farmacie) e la pronuncia del complesso è quindi ([ˈʧi.e]; in questo caso ci non rappresenta più un digramma, in quanto a ogni lettera corrisponde un preciso suono. Più spesso, cie è pronunciato [t͡ʃe], come in specie: in questo caso la grafia cie non ha particolari ragioni fonologiche ma solo ortografiche, in quanto retaggio dell'antica forma scritta della parola in cui compare, e la i è solitamente superflua. Infatti, la lettera c davanti a e ha automaticamente valore fonologico di [t͡ʃ]. 
In caso di geminazione il raddoppiamento grafico viene rappresentato così: -cci[a;e;o;u].

## Gh
Gh- rappresenta la variante 'dura' o velare della lettera g, ovvero il suono [ɡ], davanti alle vocali e ed Ii. Graficamente si trova solo in gruppi del tipo ghe ([ge]) e ghi ([gi]); in caso di geminazione, il raddoppiamento grafico viene rappresentato così: -ggh[e;i].

## Gi
Gi- rappresenta la variante 'dolce' o palato-alveolare della lettera G, ovvero il suono [ʤ]; il digramma ha sempre tale valore fonologico se precede le vocali a (([ʤa])), o ([ʤo]), u ([ʤu]). 
Davanti a e, in alcuni casi la vocale [i] è accentata e la pronuncia del complesso è quindi ([ˈʤi.e], come in bugie; in questo caso gi non rappresenta più un digramma, in quanto a ogni lettera corrisponde un preciso suono. Più spesso, gie è pronunciato [ʤe], come in grattugie: in questo caso la grafia gie non ha particolari ragioni fonologiche ma solo ortografiche, in quanto retaggio dell'antica forma scritta della parola in cui compare, e la Ii è solitamente superflua. Infatti, la lettera g davanti a e ha automaticamente valore fonologico di [ʤ]. 
In caso di geminazione il raddoppiamento grafico viene rappresentato così: -ggi[a;e;o;u].

## Gl e gli
Il digramma gl e il trigramma gli rappresentano il fonema [ʎ]: il primo davanti a i (egli, togli) e il secondo davanti ad a, e, o, u (vaglia, moglie, spoglio). Tali sequenze grafematiche hanno anche la particolarità di rappresentare il fonema nel suo grado intensivo (/ʎʎ/) senza bisogno di essere "raddoppiate", poiché il fono [ʎ] in posizione intervocalica gemina automaticamente.
La sequenza gl, però, presa nel suo valore di pura sequenza letterale, ha anche valore biconsonantico [ɡl], non solo davanti alle lettere a, e, o, u, ma pure davanti a i; questo avviene di norma nei seguenti casi:
- nelle voci del verbo siglare con desinenze inizianti per i- (es. tu sigli)
- nei derivati delle seguenti parole: 
  - glifo: aglifo, anglifo, calcoglifia, diglifo, geroglifico, triglifo, ecc.
  - negligere: negligente, negligenza ecc.
  - γλυκύς (glukùs, 'dolce' in greco): ipoglicemia, ipoglicemico, trigliceridi, ecc.

- quand'è preceduta dalla consonante n: anglicano ecc.
- quand'è in principio di parola con le eccezioni di:
  - gliommero, /ʎɔmmero/
  - gli /ʎi/, sia come articolo sia come pronome, e quindi anche nei suoi composti glielo, gliene ecc.

## Gn
Gn è il digramma che rappresenta il fonema [ɲ].
Nel caso tale digramma sia in posizione intervocalica rappresenta una geminata [ɲɲ] (es. segno: [ˈseɲɲo]); lo stesso vale anche se si trova tra due parole (es. gli gnomi: [ʎi ˈɲɲɔmi]).

## Sc e sci
Sci è il trigramma che rappresenta il fonema [ʃ] davanti alle vocali a, o, u. Davanti a i ed e si rende in genere con sc. Il fonema è in genere geminato [ʃʃ]. Nelle forme del verbo sciare, sci- rappresenta un trigramma solo apparente in quanto la -i- appartiene alla radice verbale e viene sempre pronunciata. Sopravvive talvolta la -i- intermedia anche davanti alla lettera e in alcune parole di origine latina come scienza e coscienza, e relativi derivati; il suo uso al posto del digramma sc in quest'ultimo caso è puramente basato su ragioni etimologiche; per questo motivo grafie come *scenza e *coscenza oppure l'uso ipercorretto della -i- sono errori frequenti nell'apprendimento dell'italiano. Per quanto riguarda l'uso della -h-, valgono le stesse regole applicate dopo c- e g-.